# Tanmej

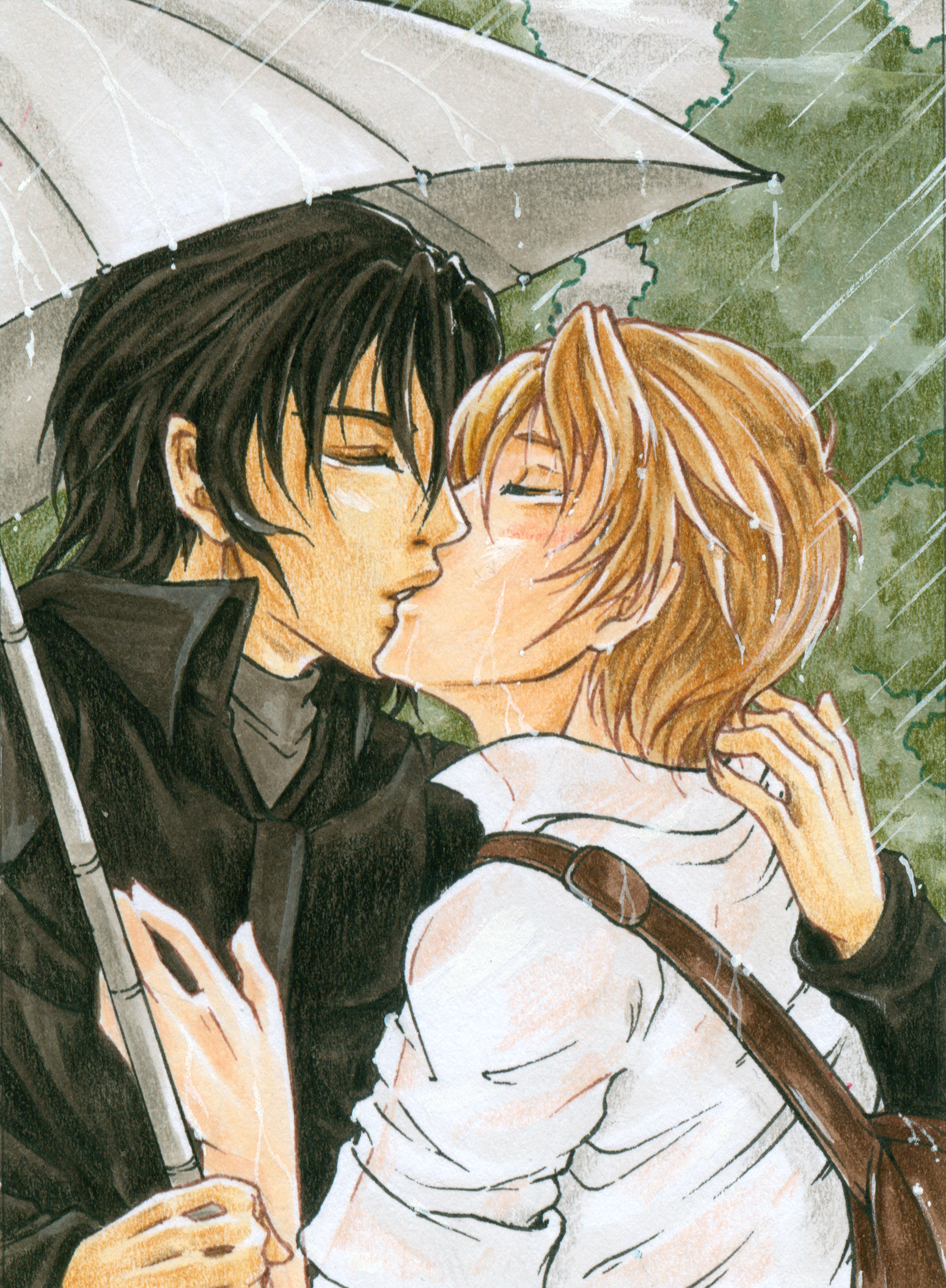
Jaoi illusztráció; a műfaj jelentősen befolyásolta a kínai tanmej (danmei)t

A tanmej (耽美, dān měi, „elmerülni a szépségben”) kínai irodalmi műfaj, melyet heteroszexuális nők számára írnak szintén nők. A műfaj a férfiak közötti szerelmet mutatja be idealizált formában, női szemszögből.
A szó a japán tanbi (耽美, たんび) kifejezésre lehet visszavezetni, melynek jelentése „a szépség keresése”, és amely az 1990-es években terjedt el, amikor a BL (boys' love, fiúszerelem) irodalmi művek tajvani fordítása eljutott Kínába. A tanmej (danmei) műfajára erőteljesen hatott a japán jaoi/sónen-aj manga, ugyanakkor specifikusan a kínai homoszexuális közösség szokásai és perspektívája érvényesül. A homoerotikus irodalomnak egyébiránt nagy hagyománya van a kínai irodalomban.
A tanmej (danmei) tipikusan underground műfajként indult, melyet rajongói közösségek hoztak létre. Kulturális mozgalomnak is tekinthető, mivel a valódi homoszexuális irodalom alternatívájaként is értelmezhető, hiszen az Kínában hivatalosan nem létezhet. A kínai kormány a nyíltan erotikus jeleneteket tartalmazó tanmej (danmei)műveket pornográfiának tekinti, ami Kínában illegálisnak minősül, bár az erre vonatkozó törvények sokszor homályosan fogalmaznak.
A tanmej (danmei) női megfelelője a pajho (baihe) (百合), ami szó szerint „liliomot” jelent, és a japán juri tükörfordítása. A pajho (baihe) műfajába tartozó műveket általában leszbikusok írják és a nők társadalmi szerepének erősítését hangsúlyozzák. Nincs olyan népszerű, mint a tanmej (danmei).